# Vicente Romero Redondo

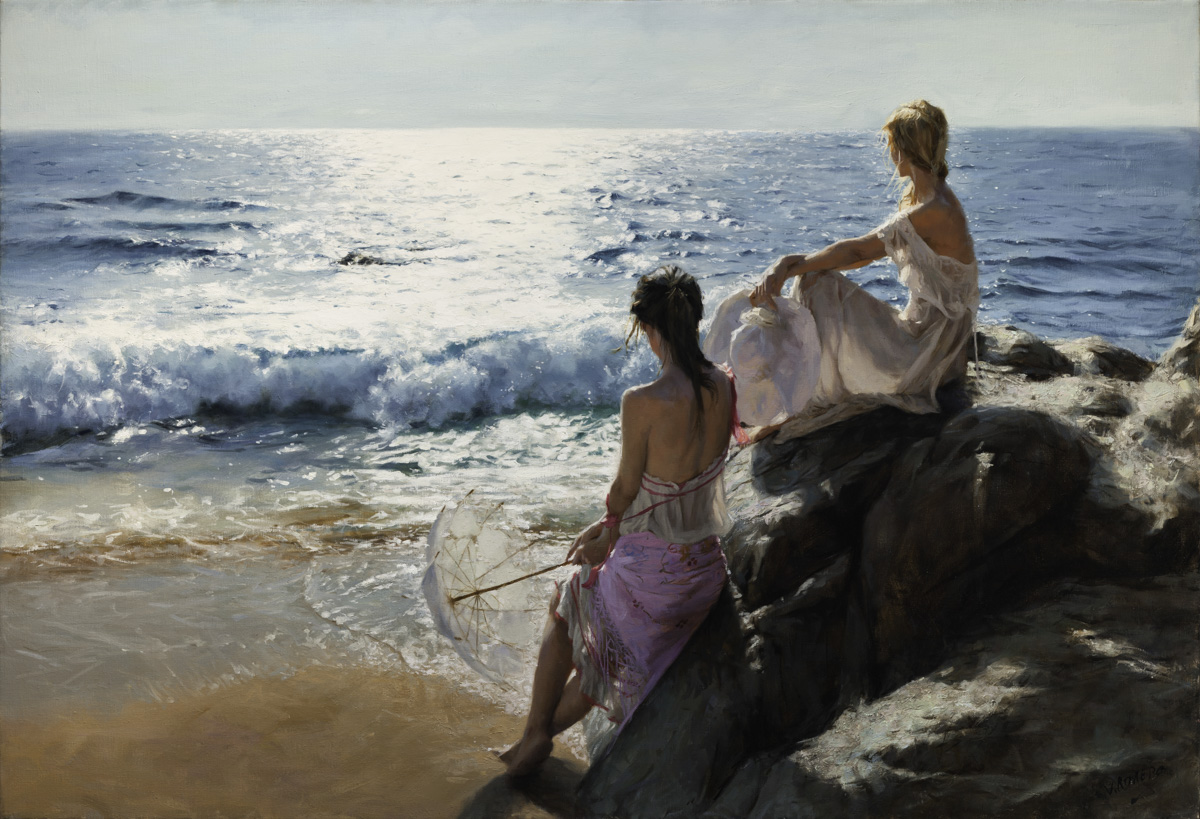
La ola (2014). Óleo sobre lienzo. 130x89 cm.

Vicente Romero Redondo (Madrid, 8 de junio de 1956) es un pintor  y educador español. Recibe un título de escultura en 1982 de la Escuela de Bellas Artes de San Fernando en Madrid. Ha estado viviendo en la Costa Brava desde 1987.

## Biografía
Romero Redondo es especialmente conocido por sus representaciones en pastel de muchachas gráciles en momentos de soledad en un entorno romántico, adornadas en atuendos sofisticados. Habiendo residido en la Costa Brava durante años, su obra ha sido elogiada por transmitir exótica belleza y serenidad, al tiempo que refleja la vívida luminosidad que suele encontrarse en la obra de maestros de la región mediterránea. La obra de arte de Romero ha sido exhibida con honores dentro y fuera de Europa. Como educador, Romero suele dictar talleres de arte en muchas ciudades del mundo.

## Obra
A pesar de que su formación académica estuvo principalmente basada en el dibujo y la escultura, ha sobresalido principalmente por su dominio de la técnica de la pintura al pastel. También usa con frecuencia el óleo. Su interés parece centrarse casi exclusivamente en el mundo íntimo de la mujer y en el estudio de la luz, esto último quizás debido al influjo de la luminosidad del Mediterráneo.

## Algunas exposiciones individuales recientes
2002 Castelló 120, Madrid.
2003 Pizarro, Valencia.
2005 Echeberría, San Sebastián.
2005 Fons d’Art, Olot.
2006 Benedito, Málaga.
2008 Benedito, Málaga.
2008 Petley's, Londres.
2009 Foz, Sitges.
2009 Castell de Benedormiens, Platja d’Aro (retrospectiva).
2009 Benedito, Málaga.
2010 Petley's, Londres.
2011 Pizarro, Valencia.
2012 Benedito, Málaga.
2012 Estivales Internationales du pastel à Saint-Florent-le-Vieil. Invitado de honor. 
2012 Salon International du pastel en Périgord. Invitado de honor.
2014 Benedito, Málaga.
2015 Ming Gallery, Suzhou, China.
2016 A. C. Art Museum Hotel, Beijing, China.